# Jane Brophy

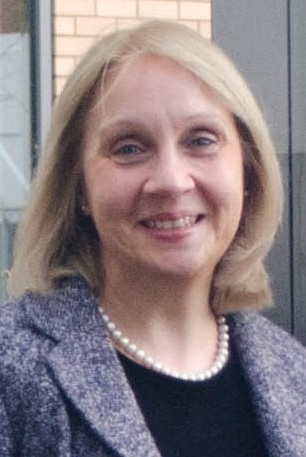
Jane Brophy, vereadora do Município de Trafford da Grande Manchester, Inglaterra.

Jane Elisabeth Brophy (nascida em 27 de agosto de 1963) é uma política britânica que foi membro liberal-democrata do Parlamento Europeu (MEP) pelo noroeste da Inglaterra entre 2019 e a retirada do Reino Unido da UE em 31 de janeiro de 2020. É membro titular da Comissão de Emprego e Assuntos Sociais e da Delegação para as Relações com a República do Brasil. Brophy também foi membro suplente da Comissão de Meio Ambiente, Saúde Pública e Segurança Alimentar e Delegação para as Relações com o Afeganistão.
Ela é vereadora e vice-líder do grupo liberal-democrata no Conselho de Trafford e foi a candidata liberal-democrata na eleição para prefeito de Manchester em 2017, ficando em terceiro lugar com 6% dos votos. Ela é membro do executivo do Green Liberal Democrats.
Brophy é nutricionista especializada no controlo da diabetes e trabalhou para o Serviço Nacional de Saúde (NHS). Ela é membro do conselho da British Dietetic Association e é formada em bioquímica.